# Šicha černá
Šicha černá (Empetrum nigrum) je nízká stálezelená rostlina, poněkud podobná vřesovci. Tvoří nízké keře s malými, tlustými, světle zelenými jehlicovitými listy, 3-10 mm dlouhými, podvinutými. Rozkvétá v květnu až červnu drobnými květy, umístěnými po dvou nebo po třech na krátkých větévkách. Plody jsou černé, červeně barvící peckovice, vzhledem připomínající borůvky, nakyslé nebo mdlé chuti; lépe údajně chutná po zámrazu. Rostlina je cizosprašná, dvojdomá s výjimkou nejsevernějších poloh areálu rozšíření.

## Ekologie
Roste na rašelinných půdách a vlhkých skalách. V České republice patří mezi silně ohrožené rostliny.

## Výskyt
Druh je původní v Severní Americe, Evropě a Asii.  Domovem je také na Falklandských ostrovech.

## Užití
Obsahuje jedovatou sloučeninu grayanotoxin, která je u čeledi dosti běžná a způsobila úmrtí, zaznamenaná od starověku po novověk. Šícha ale byla přesto používána v lidovém léčitelství a k barvení látek.
V subarktických oblastech je šicha černá důležitým doplňkem stravy Sámů a Inuitů. Po dřívějším poklesu oblíbenosti šicha znovu získává pověst jedlých bobulí.[zdroj?] Poskytuje stabilní úrodu. Plody jsou obvykle sbírány na podzim. Bobule, které na rostlině zůstanou, mohou být sbírány i na jaře. Vysoká koncentrace antokyanu umožňuje bobule využívat jako přírodní potravinové barvivo.
Inuité a indiáni je míchají s dalšími plody, zejména borůvkami. Využívají se také k přípravě nápojů, pečiva a zavařenin.
Tanainové šichu sbírají jako ovoce. Někdy ji ve větším množství skladují na zimu. Mají v oblibě směs bobulí se sádlem nebo olejem. Odvar z natě a plodů se používá při průjmu a žaludečních potížích. Odvar z kořene zase k výplachu očí. Na Labradoru využívají kouř z hořících listů a stonků k uzení ryb, především lososů, pstruhů obecných a sivenů severních.[zdroj?]
Šicha černá, zejména žlutolistý kultivar Empetrum nigrum 'Lucia', je občas pěstována jako okrasná rostlina na skalkách.

## Pěstování
Preferuje vlhké, kyselé nebo spíše kyselé, humózní nebo hlinitopísčité půdy a slunné nebo světlé stanoviště. Zimní přikrývka vhodná. Množení semeny, řízky. Vyžaduje pravidelný řez.

## Galerie

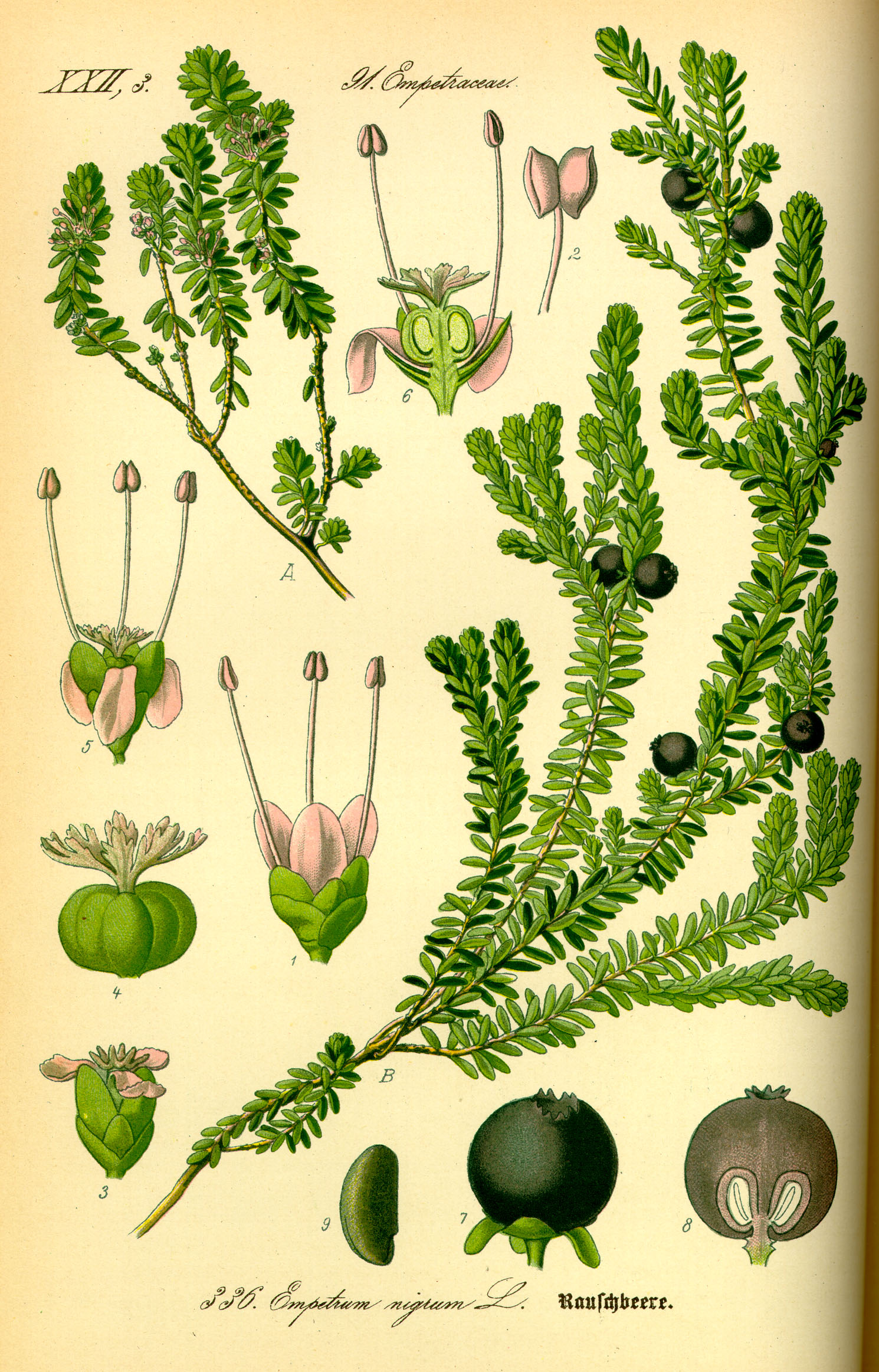
Ilustrace šichy černé z roku 1885 v knize Flora von Deutschland, Österreich und der Schweiz v knize německého botanika Otta Wilhelma Thomé
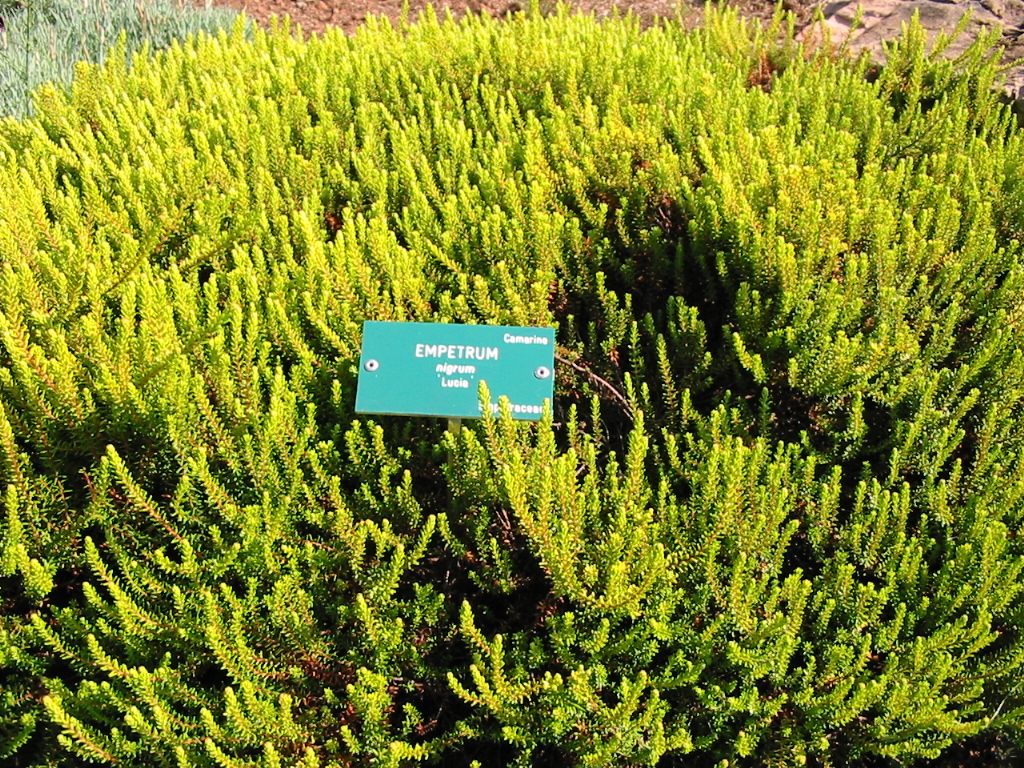
Žlutolistý kultivar Empetrum nigrum 'Lucia'
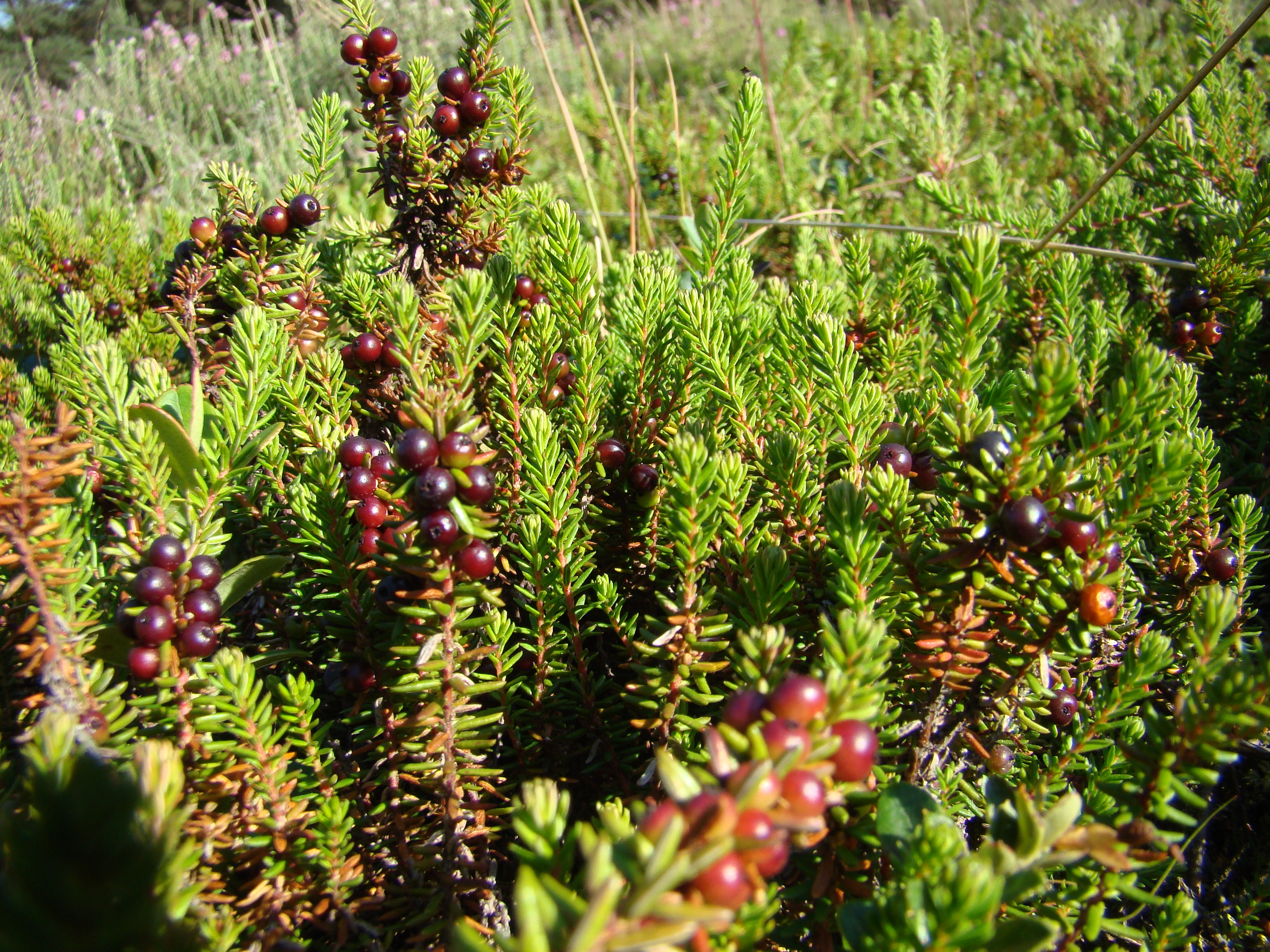
Šicha černá v Naturpark Südheide v severním Německu
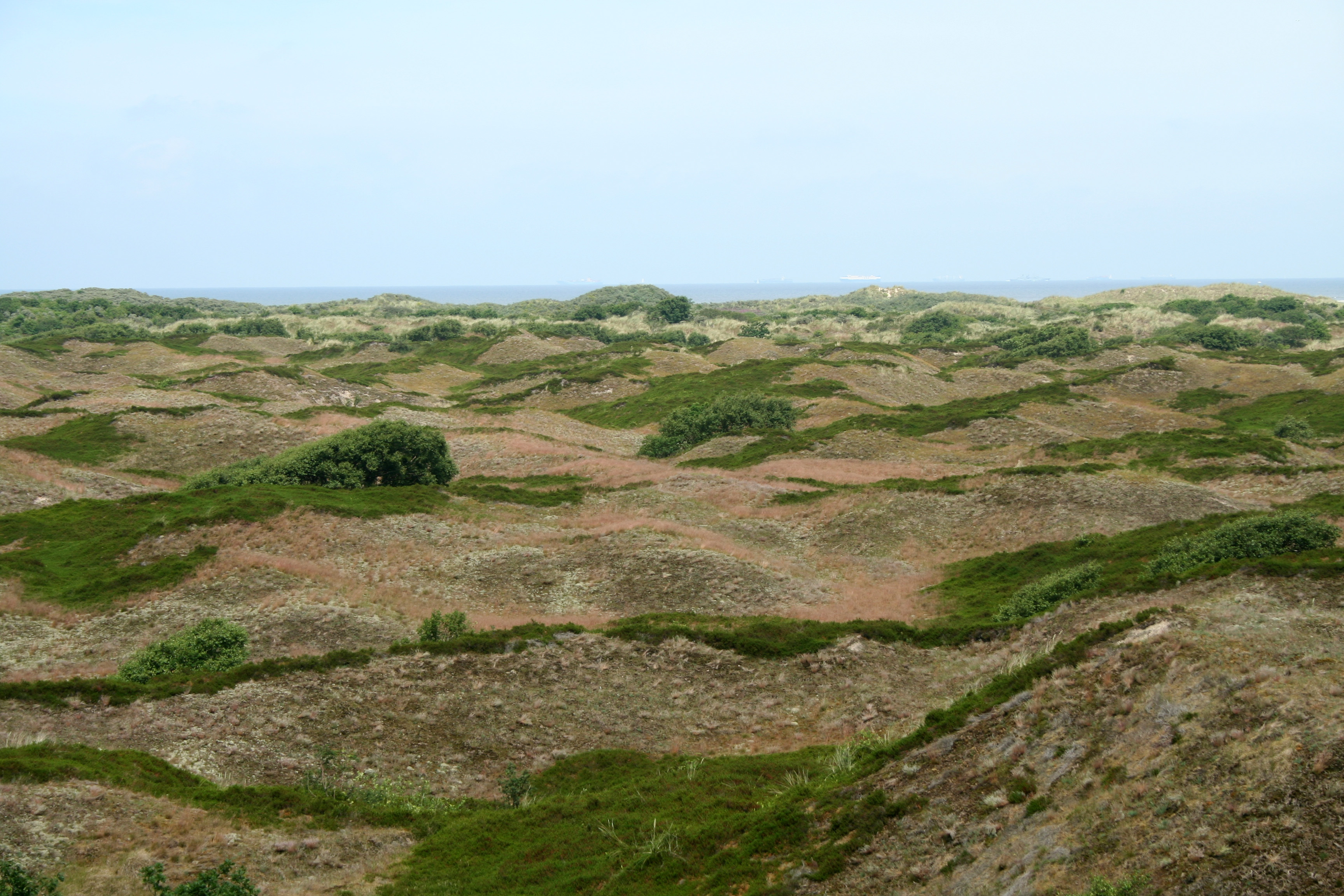
Ve velkých tmavě zelených kobercích pokrývá šicha černá severní svahy dun na ostrově Spiekeroog